# Hieracium amoenoarduum
Hieracium amoenoarduum es una especie de planta con flor del género Hieracium, de la familia Asteraceae, orden Asterales.

## Distribución
Hieracium amoenoarduum se distribuye por Siberia.

## Taxonomía
Fue descrita científicamente por Üksip. Fue publicada en Izv. Akad. Nauk Ėstonsk. S.S.R., Ser. Biol. 15: 364 (1966).